# EHF Champions League 2016/17
An der EHF Champions League 2016/17 nahmen 28 Handball-Vereinsmannschaften (34 mit Qualifikation) teil, die sich in der vorangegangenen Saison in ihren Heimatligen für den Wettbewerb qualifiziert haben. Seit 1957 wird die EHF Champions League (bis 1993: Europapokal der Landesmeister) zum 57. Mal ausgetragen. Die Pokalspiele begannen am 3. September 2016, das Final Four fand am 3. und 4. Juni 2017 zum achten Mal in der Kölner Lanxess Arena statt. Sieger wurde zum ersten Mal der mazedonische Verein RK Vardar Skopje.

## Modus
Qualifikation: Die Qualifikation wurde in zwei Turnieren mit jeweils vier Teams ausgetragen. Das beste Team des jeweiligen Turniers qualifizierten sich für die Gruppenphase. Die drei anderen Teams zogen in den EHF Europa Pokal ein.
Gruppenphase: Es gibt vier Gruppen, die in zwei Leistungsgruppen eingeteilt werden. In jeder Gruppe spielt jeder gegen jeden ein Hin- und Rückspiel aus. In Gruppe A & B spielen die 16 als besonders leistungsstark eingeteilten Teams, von denen 5 Mannschaften pro Gruppe das Achtelfinale erreichen; die jeweiligen Gruppensieger kommen direkt ins Viertelfinale.
In Gruppe C & D sind die restlichen 10 Teams und die zwei Sieger der Qualifikation. Die beiden Erst- und Zweitplatzierten spielen in einer K.-o.-Runde die Plätze für das Achtelfinale aus.
Achtelfinale: Das Achtelfinale besteht aus sechs Paarungen, da die Gruppensieger der Gruppen A und B direkt das Viertelfinale erreichen. Es wird im K.-o.-System mit Hin- und Rückspiel ausgetragen. Dabei spielen aus den Gruppen A und B die Zweiten gegen die Qualifizierten aus den Gruppen C und D, die Dritten gegen die Sechsten und die Vierten gegen die Fünften der jeweils anderen Gruppe. Der Gewinner jeder Partie zieht in das Viertelfinale ein.
Viertelfinale: Das Viertelfinale wird im K.-o.-System mit Hin- und Rückspiel gespielt. Der Gewinner jeder Partie ziehen in das Halbfinale ein.
Final Four: Zum siebten Mal gibt es ein Final-Four-Turnier, das Halbfinale und Finale werden am 3. und 4. Juni 2017 in der Lanxess Arena in Köln ausgetragen. Das Halbfinale wird im K.-o.-System gespielt. Die Gewinner der beiden Partien ziehen in das Finale ein und die Verlierer in das Spiel um den dritten Platz. Es wird pro Halbfinale nur ein Spiel ausgetragen. Auch das Finale und das Spiel um Platz 3 werden im einfachen Modus ausgespielt.

## Qualifikation
Es wurden zwei Qualifikationsturniere ausgetragen. Beide fanden am 3. und 4. September statt, eines in Bregenz und eines Prešov. Beim Turnier in Prešov setzte sich Gastgeber HT Tatran Prešov durch. In Bregenz konnte Académico Basket Clube das Ticket für die Gruppenphase lösen.

## Gruppenphase
Die Auslosung der Gruppenphase fand am 1. Juli in Glostrup statt.

### Gruppe A
| Pl. | Verein                 | Sp. | S  | U | N  | Tore      | Diff. | Punkte  |
| --- | ---------------------- | --- | -- | - | -- | --------- | ----- | ------- |
| 1.  | FC Barcelona           | 14  | 12 | 1 | 1  | 0413:3540 | +59   | 025:30  |
| 2.  | Paris Saint-Germain    | 14  | 12 | 0 | 2  | 0451:3840 | +67   | 024:40  |
| 3.  | MKB Veszprém KC        | 14  | 8  | 2 | 4  | 0381:3650 | +16   | 018:100 |
| 4.  | SG Flensburg-Handewitt | 14  | 7  | 1 | 6  | 0382:3660 | +16   | 015:130 |
| 5.  | THW Kiel               | 14  | 5  | 2 | 7  | 0353:3760 | −23   | 012:160 |
| 6.  | Bjerringbro-Silkeborg  | 14  | 4  | 0 | 10 | 0364:3960 | −32   | 08:200  |
| 7.  | Orlen Wisła Płock      | 14  | 3  | 2 | 9  | 0367:4010 | −34   | 08:200  |
| 8.  | Kadetten Schaffhausen  | 14  | 1  | 0 | 13 | 0370:4400 | −70   | 02:260  |

Anmerkung: Silkeborg aufgrund des direkten Vergleichs gegen Płock höher platziert.
| Do., 22. September 2016 20:00 Uhr | Kadetten Schaffhausen | 24:25 | Bjerringbro-Silkeborg | Schaffhausen Zuschauer: 2.150 |
| Do., 22. September 2016 20:00 Uhr | (12:10)               |       |                       | Schaffhausen Zuschauer: 2.150 |
| Do., 22. September 2016 20:00 Uhr | Spielbericht          |       |                       | Schaffhausen Zuschauer: 2.150 |

| Sa., 24. September 2016 17:30 Uhr | SG Flensburg-Handewitt | 24:24 | MKB Veszprém KC | Flensburg Zuschauer: 5.027 |
| Sa., 24. September 2016 17:30 Uhr | (10:13)                |       |                 | Flensburg Zuschauer: 5.027 |
| Sa., 24. September 2016 17:30 Uhr | Spielbericht           |       |                 | Flensburg Zuschauer: 5.027 |

| So., 25. September 2016 18:00 Uhr | Orlen Wisła Płock | 23:28 | FC Barcelona | Płock Zuschauer: 5.440 |
| So., 25. September 2016 18:00 Uhr | (12:11)           |       |              | Płock Zuschauer: 5.440 |
| So., 25. September 2016 18:00 Uhr | Spielbericht      |       |              | Płock Zuschauer: 5.440 |

| So., 25. September 2016 19:30 Uhr | THW Kiel     | 28:27 | Paris Saint-Germain | Kiel Zuschauer: 10.450 |
| So., 25. September 2016 19:30 Uhr | (15:15)      |       |                     | Kiel Zuschauer: 10.450 |
| So., 25. September 2016 19:30 Uhr | Spielbericht |       |                     | Kiel Zuschauer: 10.450 |

| Sa., 1. Oktober 2016 17:30 Uhr | MKB Veszprém KC | 32:28 | Kadetten Schaffhausen | Veszprém Zuschauer: 5.100 |
| Sa., 1. Oktober 2016 17:30 Uhr | (16:15)         |       |                       | Veszprém Zuschauer: 5.100 |
| Sa., 1. Oktober 2016 17:30 Uhr | Spielbericht    |       |                       | Veszprém Zuschauer: 5.100 |

| Sa., 1. Oktober 2016 19:30 Uhr | FC Barcelona | 26:25 | THW Kiel | Barcelona Zuschauer: 3.500 |
| Sa., 1. Oktober 2016 19:30 Uhr | (10:13)      |       |          | Barcelona Zuschauer: 3.500 |
| Sa., 1. Oktober 2016 19:30 Uhr | Spielbericht |       |          | Barcelona Zuschauer: 3.500 |

| So., 2. Oktober 2016 16:50 Uhr | Bjerringbro-Silkeborg | 19:25 | SG Flensburg-Handewitt | Aarhus Zuschauer: 4.042 |
| So., 2. Oktober 2016 16:50 Uhr | (10:12)               |       |                        | Aarhus Zuschauer: 4.042 |
| So., 2. Oktober 2016 16:50 Uhr | Spielbericht          |       |                        | Aarhus Zuschauer: 4.042 |

| So., 2. Oktober 2016 17:30 Uhr | Paris Saint-Germain | 33:30 | Orlen Wisła Płock | Paris Zuschauer: 2.000 |
| So., 2. Oktober 2016 17:30 Uhr | (15:15)             |       |                   | Paris Zuschauer: 2.000 |
| So., 2. Oktober 2016 17:30 Uhr | Spielbericht        |       |                   | Paris Zuschauer: 2.000 |

| Mi., 5. Oktober 2016 18:30 Uhr | SG Flensburg-Handewitt | 27:28 | FC Barcelona | Flensburg Zuschauer: 5.627 |
| Mi., 5. Oktober 2016 18:30 Uhr | (11:13)                |       |              | Flensburg Zuschauer: 5.627 |
| Mi., 5. Oktober 2016 18:30 Uhr | Spielbericht           |       |              | Flensburg Zuschauer: 5.627 |

| Sa., 8. Oktober 2016 16:00 Uhr | Orlen Wisła Płock | 28:28 | MKB Veszprém KC | Płock Zuschauer: 5.350 |
| Sa., 8. Oktober 2016 16:00 Uhr | (13:14)           |       |                 | Płock Zuschauer: 5.350 |
| Sa., 8. Oktober 2016 16:00 Uhr | Spielbericht      |       |                 | Płock Zuschauer: 5.350 |

| Sa., 8. Oktober 2016 16:30 Uhr | Kadetten Schaffhausen | 25:35 | Paris Saint-Germain | Schaffhausen Zuschauer: 3.500 |
| Sa., 8. Oktober 2016 16:30 Uhr | (8:19)                |       |                     | Schaffhausen Zuschauer: 3.500 |
| Sa., 8. Oktober 2016 16:30 Uhr | Spielbericht          |       |                     | Schaffhausen Zuschauer: 3.500 |

| So., 9. Oktober 2016 16:50 Uhr | Bjerringbro-Silkeborg | 25:28 | THW Kiel | Silkeborg Zuschauer: 2.315 |
| So., 9. Oktober 2016 16:50 Uhr | (9:12)                |       |          | Silkeborg Zuschauer: 2.315 |
| So., 9. Oktober 2016 16:50 Uhr | Spielbericht          |       |          | Silkeborg Zuschauer: 2.315 |

| Mi., 12. Oktober 2016 19:15 Uhr | FC Barcelona | 38:25 | Kadetten Schaffhausen | Barcelona Zuschauer: 2.847 |
| Mi., 12. Oktober 2016 19:15 Uhr | (21:12)      |       |                       | Barcelona Zuschauer: 2.847 |
| Mi., 12. Oktober 2016 19:15 Uhr | Spielbericht |       |                       | Barcelona Zuschauer: 2.847 |

| Sa., 15. Oktober 2016 17:30 Uhr | MKB Veszprém KC | 21:19 | THW Kiel | Veszprém Zuschauer: 5.019 |
| Sa., 15. Oktober 2016 17:30 Uhr | (13:10)         |       |          | Veszprém Zuschauer: 5.019 |
| Sa., 15. Oktober 2016 17:30 Uhr | Spielbericht    |       |          | Veszprém Zuschauer: 5.019 |

| So., 16. Oktober 2016 16:50 Uhr | Bjerringbro-Silkeborg | 33:24 | Orlen Wisła Płock | Silkeborg Zuschauer: 2.008 |
| So., 16. Oktober 2016 16:50 Uhr | (18:14)               |       |                   | Silkeborg Zuschauer: 2.008 |
| So., 16. Oktober 2016 16:50 Uhr | Spielbericht          |       |                   | Silkeborg Zuschauer: 2.008 |

| So., 16. Oktober 2016 18:30 Uhr | Paris Saint-Germain | 27:22 | SG Flensburg-Handewitt | Paris Zuschauer: 2.200 |
| So., 16. Oktober 2016 18:30 Uhr | (13:11)             |       |                        | Paris Zuschauer: 2.200 |
| So., 16. Oktober 2016 18:30 Uhr | Spielbericht        |       |                        | Paris Zuschauer: 2.200 |

| Mi., 19. Oktober 2016 18:30 Uhr | SG Flensburg-Handewitt | 22:20 | Orlen Wisła Płock | Flensburg Zuschauer: 5.077 |
| Mi., 19. Oktober 2016 18:30 Uhr | (9:10)                 |       |                   | Flensburg Zuschauer: 5.077 |
| Mi., 19. Oktober 2016 18:30 Uhr | Spielbericht           |       |                   | Flensburg Zuschauer: 5.077 |

| Sa., 22. Oktober 2016 17:30 Uhr | THW Kiel     | 32:29 | Kadetten Schaffhausen | Kiel Zuschauer: 9.846 |
| Sa., 22. Oktober 2016 17:30 Uhr | (19:15)      |       |                       | Kiel Zuschauer: 9.846 |
| Sa., 22. Oktober 2016 17:30 Uhr | Spielbericht |       |                       | Kiel Zuschauer: 9.846 |

| Sa., 22. Oktober 2016 19:15 Uhr | FC Barcelona | 26:23 | MKB Veszprém KC | Barcelona Zuschauer: 4.948 |
| Sa., 22. Oktober 2016 19:15 Uhr | (16:11)      |       |                 | Barcelona Zuschauer: 4.948 |
| Sa., 22. Oktober 2016 19:15 Uhr | Spielbericht |       |                 | Barcelona Zuschauer: 4.948 |

| So., 23. Oktober 2016 16:50 Uhr | Bjerringbro-Silkeborg | 30:36 | Paris Saint-Germain | Herning Zuschauer: 10.204 |
| So., 23. Oktober 2016 16:50 Uhr | (16:19)               |       |                     | Herning Zuschauer: 10.204 |
| So., 23. Oktober 2016 16:50 Uhr | Spielbericht          |       |                     | Herning Zuschauer: 10.204 |

| Mi., 9. November 2016 18:30 Uhr | Orlen Wisła Płock | 24:22 | THW Kiel | Płock Zuschauer: 4.800 |
| Mi., 9. November 2016 18:30 Uhr | (12:13)           |       |          | Płock Zuschauer: 4.800 |
| Mi., 9. November 2016 18:30 Uhr | Spielbericht      |       |          | Płock Zuschauer: 4.800 |

| Do., 10. November 2016 20:30 Uhr | Kadetten Schaffhausen | 26:29 | SG Flensburg-Handewitt | Schaffhausen Zuschauer: 3.500 |
| Do., 10. November 2016 20:30 Uhr | (13:15)               |       |                        | Schaffhausen Zuschauer: 3.500 |
| Do., 10. November 2016 20:30 Uhr | Spielbericht          |       |                        | Schaffhausen Zuschauer: 3.500 |

| Sa., 12. November 2016 17:00 Uhr | MKB Veszprém KC | 30:29 | Bjerringbro-Silkeborg | Veszprém Zuschauer: 5.019 |
| Sa., 12. November 2016 17:00 Uhr | (17:13)         |       |                       | Veszprém Zuschauer: 5.019 |
| Sa., 12. November 2016 17:00 Uhr | Spielbericht    |       |                       | Veszprém Zuschauer: 5.019 |

| Sa., 12. November 2016 18:30 Uhr | Paris Saint-Germain | 33:26 | FC Barcelona | Paris Zuschauer: 2.800 |
| Sa., 12. November 2016 18:30 Uhr | (15:12)             |       |              | Paris Zuschauer: 2.800 |
| Sa., 12. November 2016 18:30 Uhr | Spielbericht        |       |              | Paris Zuschauer: 2.800 |

| Do., 17. November 2016 19:00 Uhr | Orlen Wisła Płock | 33:26 | Kadetten Schaffhausen | Płock Zuschauer: 4.532 |
| Do., 17. November 2016 19:00 Uhr | (15:12)           |       |                       | Płock Zuschauer: 4.532 |
| Do., 17. November 2016 19:00 Uhr | Spielbericht      |       |                       | Płock Zuschauer: 4.532 |

| So., 20. November 2016 16:50 Uhr | Bjerringbro-Silkeborg | 23:27 | FC Barcelona | Silkeborg Zuschauer: 2.425 |
| So., 20. November 2016 16:50 Uhr | (13:11)               |       |              | Silkeborg Zuschauer: 2.425 |
| So., 20. November 2016 16:50 Uhr | Spielbericht          |       |              | Silkeborg Zuschauer: 2.425 |

| So., 20. November 2016 17:00 Uhr | MKB Veszprém KC | 28:29 | Paris Saint-Germain | Veszprém Zuschauer: 5.019 |
| So., 20. November 2016 17:00 Uhr | (14:15)         |       |                     | Veszprém Zuschauer: 5.019 |
| So., 20. November 2016 17:00 Uhr | Spielbericht    |       |                     | Veszprém Zuschauer: 5.019 |

| So., 20. November 2016 19:30 Uhr | THW Kiel     | 22:30 | SG Flensburg-Handewitt | Kiel Zuschauer: 10.285 |
| So., 20. November 2016 19:30 Uhr | (12:14)      |       |                        | Kiel Zuschauer: 10.285 |
| So., 20. November 2016 19:30 Uhr | Spielbericht |       |                        | Kiel Zuschauer: 10.285 |

| Mi., 23. November 2016 18:30 Uhr | SG Flensburg-Handewitt | 25:26 | THW Kiel | Flensburg Zuschauer: 6.300 |
| Mi., 23. November 2016 18:30 Uhr | (13:17)                |       |          | Flensburg Zuschauer: 6.300 |
| Mi., 23. November 2016 18:30 Uhr | Spielbericht           |       |          | Flensburg Zuschauer: 6.300 |

| Sa., 26. November 2016 20:00 Uhr | Kadetten Schaffhausen | 27:25 | Orlen Wisła Płock | Schaffhausen Zuschauer: 2.400 |
| Sa., 26. November 2016 20:00 Uhr | (12:14)               |       |                   | Schaffhausen Zuschauer: 2.400 |
| Sa., 26. November 2016 20:00 Uhr | Spielbericht          |       |                   | Schaffhausen Zuschauer: 2.400 |

| So., 27. November 2016 17:00 Uhr | Paris Saint-Germain | 28:24 | MKB Veszprém KC | Paris Zuschauer: 2.800 |
| So., 27. November 2016 17:00 Uhr | (14:12)             |       |                 | Paris Zuschauer: 2.800 |
| So., 27. November 2016 17:00 Uhr | Spielbericht        |       |                 | Paris Zuschauer: 2.800 |

| So., 27. November 2016 17:30 Uhr | FC Barcelona | 34:19 | Bjerringbro-Silkeborg | Barcelona Zuschauer: 2.923 |
| So., 27. November 2016 17:30 Uhr | (18:10)      |       |                       | Barcelona Zuschauer: 2.923 |
| So., 27. November 2016 17:30 Uhr | Spielbericht |       |                       | Barcelona Zuschauer: 2.923 |

| Sa., 3. Dezember 2016 17:30 Uhr | THW Kiel     | 24:24 | Orlen Wisła Płock | Kiel Zuschauer: 9.700 |
| Sa., 3. Dezember 2016 17:30 Uhr | (15:9)       |       |                   | Kiel Zuschauer: 9.700 |
| Sa., 3. Dezember 2016 17:30 Uhr | Spielbericht |       |                   | Kiel Zuschauer: 9.700 |

| Sa., 3. Dezember 2016 20:30 Uhr | FC Barcelona | 35:32 | Paris Saint-Germain | Barcelona Zuschauer: 6.110 |
| Sa., 3. Dezember 2016 20:30 Uhr | (14:14)      |       |                     | Barcelona Zuschauer: 6.110 |
| Sa., 3. Dezember 2016 20:30 Uhr | Spielbericht |       |                     | Barcelona Zuschauer: 6.110 |

| So., 4. Dezember 2016 16:50 Uhr | Bjerringbro-Silkeborg | 24:29 | MKB Veszprém KC | Silkeborg Zuschauer: 2.140 |
| So., 4. Dezember 2016 16:50 Uhr | (9:15)                |       |                 | Silkeborg Zuschauer: 2.140 |
| So., 4. Dezember 2016 16:50 Uhr | Spielbericht          |       |                 | Silkeborg Zuschauer: 2.140 |

| Sa., 11. Februar 2017 17:30 Uhr | Kadetten Schaffhausen | 25:30 | THW Kiel | Schaffhausen Zuschauer: 3.500 |
| Sa., 11. Februar 2017 17:30 Uhr | (13:13)               |       |          | Schaffhausen Zuschauer: 3.500 |
| Sa., 11. Februar 2017 17:30 Uhr | Spielbericht          |       |          | Schaffhausen Zuschauer: 3.500 |

| Sa., 11. Februar 2017 17:30 Uhr | MKB Veszprém KC | 22:25 | FC Barcelona | Veszprém Zuschauer: 5.019 |
| Sa., 11. Februar 2017 17:30 Uhr | (14:13)         |       |              | Veszprém Zuschauer: 5.019 |
| Sa., 11. Februar 2017 17:30 Uhr | Spielbericht    |       |              | Veszprém Zuschauer: 5.019 |

| Sa., 11. Februar 2017 20:30 Uhr | Paris Saint-Germain | 32:27 | Bjerringbro-Silkeborg | Paris Zuschauer: 3.400 |
| Sa., 11. Februar 2017 20:30 Uhr | (18:13)             |       |                       | Paris Zuschauer: 3.400 |
| Sa., 11. Februar 2017 20:30 Uhr | Spielbericht        |       |                       | Paris Zuschauer: 3.400 |

| So., 12. Februar 2017 17:30 Uhr | Orlen Wisła Płock | 30:37 | SG Flensburg-Handewitt | Płock Zuschauer: 4.500 |
| So., 12. Februar 2017 17:30 Uhr | (16:18)           |       |                        | Płock Zuschauer: 4.500 |
| So., 12. Februar 2017 17:30 Uhr | Spielbericht      |       |                        | Płock Zuschauer: 4.500 |

| Mi., 15. Februar 2017 18:30 Uhr | THW Kiel     | 25:27 | MKB Veszprém KC | Kiel Zuschauer: 10.285 |
| Mi., 15. Februar 2017 18:30 Uhr | (15:15)      |       |                 | Kiel Zuschauer: 10.285 |
| Mi., 15. Februar 2017 18:30 Uhr | Spielbericht |       |                 | Kiel Zuschauer: 10.285 |

| Do., 16. Februar 2017 20:00 Uhr | Kadetten Schaffhausen | 24:31 | FC Barcelona | Schaffhausen Zuschauer: 3.350 |
| Do., 16. Februar 2017 20:00 Uhr | (10:18)               |       |              | Schaffhausen Zuschauer: 3.350 |
| Do., 16. Februar 2017 20:00 Uhr | Spielbericht          |       |              | Schaffhausen Zuschauer: 3.350 |

| Sa., 18. Februar 2017 16:00 Uhr | Orlen Wisła Płock | 28:25 | Bjerringbro-Silkeborg | Płock Zuschauer: 4.360 |
| Sa., 18. Februar 2017 16:00 Uhr | (13:15)           |       |                       | Płock Zuschauer: 4.360 |
| Sa., 18. Februar 2017 16:00 Uhr | Spielbericht      |       |                       | Płock Zuschauer: 4.360 |

| Sa., 18. Februar 2017 17:30 Uhr | SG Flensburg-Handewitt | 33:34 | Paris Saint-Germain | Flensburg Zuschauer: 6.300 |
| Sa., 18. Februar 2017 17:30 Uhr | (18:15)                |       |                     | Flensburg Zuschauer: 6.300 |
| Sa., 18. Februar 2017 17:30 Uhr | Spielbericht           |       |                     | Flensburg Zuschauer: 6.300 |

| Sa., 25. Februar 2017 17:00 Uhr | MKB Veszprém KC | 31:25 | Orlen Wisła Płock | Veszprém Zuschauer: 5.100 |
| Sa., 25. Februar 2017 17:00 Uhr | (18:14)         |       |                   | Veszprém Zuschauer: 5.100 |
| Sa., 25. Februar 2017 17:00 Uhr | Spielbericht    |       |                   | Veszprém Zuschauer: 5.100 |

| 25. Februar 2017 17:30 Uhr | THW Kiel     | 21:24 | Bjerringbro-Silkeborg | Kiel Zuschauer: 10.285 |
| 25. Februar 2017 17:30 Uhr | (11:10)      |       |                       | Kiel Zuschauer: 10.285 |
| 25. Februar 2017 17:30 Uhr | Spielbericht |       |                       | Kiel Zuschauer: 10.285 |

| Sa., 25. Februar 2017 20:00 Uhr | Paris Saint-Germain | 34:26 | Kadetten Schaffhausen | Paris Zuschauer: 2.800 |
| Sa., 25. Februar 2017 20:00 Uhr | (17:16)             |       |                       | Paris Zuschauer: 2.800 |
| Sa., 25. Februar 2017 20:00 Uhr | Spielbericht        |       |                       | Paris Zuschauer: 2.800 |

| So., 26. Februar 2017 19:30 Uhr | FC Barcelona | 26:23 | SG Flensburg-Handewitt | Barcelona Zuschauer: 4.107 |
| So., 26. Februar 2017 19:30 Uhr | (14:12)      |       |                        | Barcelona Zuschauer: 4.107 |
| So., 26. Februar 2017 19:30 Uhr | Spielbericht |       |                        | Barcelona Zuschauer: 4.107 |

| Do., 2. März 2017 20:00 Uhr | Kadetten Schaffhausen | 27:28 | MKB Veszprém KC | Schaffhausen Zuschauer: 2.860 |
| Do., 2. März 2017 20:00 Uhr | (15:16)               |       |                 | Schaffhausen Zuschauer: 2.860 |
| Do., 2. März 2017 20:00 Uhr | Spielbericht          |       |                 | Schaffhausen Zuschauer: 2.860 |

| Sa., 4. März 2017 17:30 Uhr | SG Flensburg-Handewitt | 26:24 | Bjerringbro-Silkeborg | Flensburg Zuschauer: 5.867 |
| Sa., 4. März 2017 17:30 Uhr | (10:11)                |       |                       | Flensburg Zuschauer: 5.867 |
| Sa., 4. März 2017 17:30 Uhr | Spielbericht           |       |                       | Flensburg Zuschauer: 5.867 |

| So., 5. März 2017 18:00 Uhr | Orlen Wisła Płock | 25:29 | Paris Saint-Germain | Płock Zuschauer: 5.287 |
| So., 5. März 2017 18:00 Uhr | (11:14)           |       |                     | Płock Zuschauer: 5.287 |
| So., 5. März 2017 18:00 Uhr | Spielbericht      |       |                     | Płock Zuschauer: 5.287 |

| So., 5. März 2017 19:45 Uhr | THW Kiel     | 27:27 | FC Barcelona | Kiel Zuschauer: 10.049 |
| So., 5. März 2017 19:45 Uhr | (13:15)      |       |              | Kiel Zuschauer: 10.049 |
| So., 5. März 2017 19:45 Uhr | Spielbericht |       |              | Kiel Zuschauer: 10.049 |

| Mi., 8. März 2017 18:30 Uhr | SG Flensburg-Handewitt | 31:26 | Kadetten Schaffhausen | Flensburg Zuschauer: 5.567 |
| Mi., 8. März 2017 18:30 Uhr | (15:14)                |       |                       | Flensburg Zuschauer: 5.567 |
| Mi., 8. März 2017 18:30 Uhr | Spielbericht           |       |                       | Flensburg Zuschauer: 5.567 |

| Sa., 11. März 2017 17:30 Uhr | MKB Veszprém KC | 34:28 | SG Flensburg-Handewitt | Veszprém Zuschauer: 5.019 |
| Sa., 11. März 2017 17:30 Uhr | (17:18)         |       |                        | Veszprém Zuschauer: 5.019 |
| Sa., 11. März 2017 17:30 Uhr | Spielbericht    |       |                        | Veszprém Zuschauer: 5.019 |

| Sa., 11. März 2017 20:00 Uhr | FC Barcelona | 36:28 | Orlen Wisła Płock | Barcelona Zuschauer: 3.855 |
| Sa., 11. März 2017 20:00 Uhr | (17:15)      |       |                   | Barcelona Zuschauer: 3.855 |
| Sa., 11. März 2017 20:00 Uhr | Spielbericht |       |                   | Barcelona Zuschauer: 3.855 |

| So., 12. März 2017 16:50 Uhr | Bjerringbro-Silkeborg | 37:32 | Kadetten Schaffhausen | Silkeborg Zuschauer: 2.424 |
| So., 12. März 2017 16:50 Uhr | (18:14)               |       |                       | Silkeborg Zuschauer: 2.424 |
| So., 12. März 2017 16:50 Uhr | Spielbericht          |       |                       | Silkeborg Zuschauer: 2.424 |

| So., 12. März 2017 17:00 Uhr | Paris Saint-Germain | 42:24 | THW Kiel | Paris Zuschauer: 2.700 |
| So., 12. März 2017 17:00 Uhr | (22:10)             |       |          | Paris Zuschauer: 2.700 |
| So., 12. März 2017 17:00 Uhr | Spielbericht        |       |          | Paris Zuschauer: 2.700 |

### Gruppe B
| Pl. | Verein                   | Sp. | S  | U | N | Tore      | Diff. | Punkte  |
| --- | ------------------------ | --- | -- | - | - | --------- | ----- | ------- |
| 1.  | RK Vardar Skopje         | 14  | 10 | 0 | 4 | 0412:3780 | +34   | 020:80  |
| 2.  | KS Vive Targi Kielce     | 14  | 9  | 0 | 5 | 0415:3900 | +25   | 018:100 |
| 3.  | MOL-Pick Szeged          | 14  | 8  | 1 | 5 | 0376:3500 | +26   | 017:110 |
| 4.  | Rhein-Neckar Löwen       | 14  | 8  | 1 | 5 | 0392:3960 | −4    | 017:110 |
| 5.  | Brest GK Meschkow        | 14  | 5  | 4 | 5 | 0383:3850 | −2    | 014:140 |
| 6.  | RK Zagreb                | 14  | 4  | 1 | 9 | 0332:3560 | −24   | 09:190  |
| 7.  | RK Celje Pivovarna Laško | 14  | 3  | 3 | 8 | 0399:4240 | −25   | 09:190  |
| 8.  | IFK Kristianstad         | 14  | 3  | 2 | 9 | 0381:4110 | −30   | 08:200  |

Anmerkung: Zagreb aufgrund des direkten Vergleichs gegen Celje höher platziert.
| Sa., 24. September 2016 17:00 Uhr | Brest GK Meschkow | 24:29 | KS Vive Targi Kielce | Brest Zuschauer: 3.220 |
| Sa., 24. September 2016 17:00 Uhr | (14:11)           |       |                      | Brest Zuschauer: 3.220 |
| Sa., 24. September 2016 17:00 Uhr | Spielbericht      |       |                      | Brest Zuschauer: 3.220 |

| Sa., 24. September 2016 18:30 Uhr | RK Celje Pivovarna Laško | 30:28 | RK Zagreb | Celje Zuschauer: 3.000 |
| Sa., 24. September 2016 18:30 Uhr | (14:13)                  |       |           | Celje Zuschauer: 3.000 |
| Sa., 24. September 2016 18:30 Uhr | Spielbericht             |       |           | Celje Zuschauer: 3.000 |

| So., 25. September 2016 16:15 Uhr | IFK Kristianstad | 23:28 | RK Vardar Skopje | Kristianstad Zuschauer: 3.966 |
| So., 25. September 2016 16:15 Uhr | (12:15)          |       |                  | Kristianstad Zuschauer: 3.966 |
| So., 25. September 2016 16:15 Uhr | Spielbericht     |       |                  | Kristianstad Zuschauer: 3.966 |

| So., 25. September 2016 17:00 Uhr | MOL-Pick Szeged | 28:28 | Rhein-Neckar Löwen | Szeged Zuschauer: 3.100 |
| So., 25. September 2016 17:00 Uhr | (13:12)         |       |                    | Szeged Zuschauer: 3.100 |
| So., 25. September 2016 17:00 Uhr | Spielbericht    |       |                    | Szeged Zuschauer: 3.100 |

| Mi., 28. September 2016 18:30 Uhr | Rhein-Neckar Löwen | 31:30 | RK Celje Pivovarna Laško | Frankfurt Zuschauer: 1.270 |
| Mi., 28. September 2016 18:30 Uhr | (16:15)            |       |                          | Frankfurt Zuschauer: 1.270 |
| Mi., 28. September 2016 18:30 Uhr | Spielbericht       |       |                          | Frankfurt Zuschauer: 1.270 |

| Sa., 1. Oktober 2016 15:30 Uhr | KS Vive Targi Kielce | 38:28 | IFK Kristianstad | Kielce Zuschauer: 3.800 |
| Sa., 1. Oktober 2016 15:30 Uhr | (18:13)              |       |                  | Kielce Zuschauer: 3.800 |
| Sa., 1. Oktober 2016 15:30 Uhr | Spielbericht         |       |                  | Kielce Zuschauer: 3.800 |

| Sa., 1. Oktober 2016 17:30 Uhr | RK Vardar Skopje | 31:27 | Brest GK Meschkow | Skopje Zuschauer: 4.500 |
| Sa., 1. Oktober 2016 17:30 Uhr | (13:13)          |       |                   | Skopje Zuschauer: 4.500 |
| Sa., 1. Oktober 2016 17:30 Uhr | Spielbericht     |       |                   | Skopje Zuschauer: 4.500 |

| Sa., 1. Oktober 2016 20:00 Uhr | RK Zagreb    | 24:26 | MOL-Pick Szeged | Zagreb Zuschauer: 6.000 |
| Sa., 1. Oktober 2016 20:00 Uhr | (12:12)      |       |                 | Zagreb Zuschauer: 6.000 |
| Sa., 1. Oktober 2016 20:00 Uhr | Spielbericht |       |                 | Zagreb Zuschauer: 6.000 |

| Sa., 8. Oktober 2016 18:15 Uhr | IFK Kristianstad | 29:22 | RK Zagreb | Kristianstad Zuschauer: 4.057 |
| Sa., 8. Oktober 2016 18:15 Uhr | (13:10)          |       |           | Kristianstad Zuschauer: 4.057 |
| Sa., 8. Oktober 2016 18:15 Uhr | Spielbericht     |       |           | Kristianstad Zuschauer: 4.057 |

| Sa., 8. Oktober 2016 18:30 Uhr | Brest GK Meschkow | 30:28 | Rhein-Neckar Löwen | Brest Zuschauer: 3.250 |
| Sa., 8. Oktober 2016 18:30 Uhr | (17:12)           |       |                    | Brest Zuschauer: 3.250 |
| Sa., 8. Oktober 2016 18:30 Uhr | Spielbericht      |       |                    | Brest Zuschauer: 3.250 |

| So., 9. Oktober 2016 17:00 Uhr | MOL-Pick Szeged | 27:29 | KS Vive Targi Kielce | Szeged Zuschauer: 3.200 |
| So., 9. Oktober 2016 17:00 Uhr | (15:16)         |       |                      | Szeged Zuschauer: 3.200 |
| So., 9. Oktober 2016 17:00 Uhr | Spielbericht    |       |                      | Szeged Zuschauer: 3.200 |

| So., 9. Oktober 2016 18:30 Uhr | RK Celje Pivovarna Laško | 26:32 | RK Vardar Skopje | Celje Zuschauer: 3.200 |
| So., 9. Oktober 2016 18:30 Uhr | (15:15)                  |       |                  | Celje Zuschauer: 3.200 |
| So., 9. Oktober 2016 18:30 Uhr | Spielbericht             |       |                  | Celje Zuschauer: 3.200 |

| Mi., 12. Oktober 2016 18:30 Uhr | Rhein-Neckar Löwen | 30:29 | IFK Kristianstad | Frankfurt Zuschauer: 1.312 |
| Mi., 12. Oktober 2016 18:30 Uhr | (17:13)            |       |                  | Frankfurt Zuschauer: 1.312 |
| Mi., 12. Oktober 2016 18:30 Uhr | Spielbericht       |       |                  | Frankfurt Zuschauer: 1.312 |

| Sa., 15. Oktober 2016 18:00 Uhr | KS Vive Targi Kielce | 31:23 | RK Celje Pivovarna Laško | Kielce Zuschauer: 4.000 |
| Sa., 15. Oktober 2016 18:00 Uhr | (16:15)              |       |                          | Kielce Zuschauer: 4.000 |
| Sa., 15. Oktober 2016 18:00 Uhr | Spielbericht         |       |                          | Kielce Zuschauer: 4.000 |

| Sa., 15. Oktober 2016 20:00 Uhr | RK Zagreb    | 22:27 | Brest GK Meschkow | Zagreb Zuschauer: 9.000 |
| Sa., 15. Oktober 2016 20:00 Uhr | (10:14)      |       |                   | Zagreb Zuschauer: 9.000 |
| Sa., 15. Oktober 2016 20:00 Uhr | Spielbericht |       |                   | Zagreb Zuschauer: 9.000 |

| So., 16. Oktober 2016 17:30 Uhr | RK Vardar Skopje | 30:27 | MOL-Pick Szeged | Skopje Zuschauer: 4.857 |
| So., 16. Oktober 2016 17:30 Uhr | (16:15)          |       |                 | Skopje Zuschauer: 4.857 |
| So., 16. Oktober 2016 17:30 Uhr | Spielbericht     |       |                 | Skopje Zuschauer: 4.857 |

| Sa., 22. Oktober 2016 19:00 Uhr | IFK Kristianstad | 29:29 | RK Celje Pivovarna Laško | Kristianstad Zuschauer: 4.183 |
| Sa., 22. Oktober 2016 19:00 Uhr | (14:11)          |       |                          | Kristianstad Zuschauer: 4.183 |
| Sa., 22. Oktober 2016 19:00 Uhr | Spielbericht     |       |                          | Kristianstad Zuschauer: 4.183 |

| Sa., 22. Oktober 2016 20:00 Uhr | RK Zagreb    | 28:27 | RK Vardar Skopje | Zagreb Zuschauer: 9.850 |
| Sa., 22. Oktober 2016 20:00 Uhr | (12:17)      |       |                  | Zagreb Zuschauer: 9.850 |
| Sa., 22. Oktober 2016 20:00 Uhr | Spielbericht |       |                  | Zagreb Zuschauer: 9.850 |

| So., 23. Oktober 2016 17:00 Uhr | MOL-Pick Szeged | 24:22 | Brest GK Meschkow | Szeged Zuschauer: 3.200 |
| So., 23. Oktober 2016 17:00 Uhr | (11:10)         |       |                   | Szeged Zuschauer: 3.200 |
| So., 23. Oktober 2016 17:00 Uhr | Spielbericht    |       |                   | Szeged Zuschauer: 3.200 |

| So., 23. Oktober 2016 19:30 Uhr | KS Vive Targi Kielce | 26:34 | Rhein-Neckar Löwen | Kielce Zuschauer: 4.200 |
| So., 23. Oktober 2016 19:30 Uhr | (15:16)              |       |                    | Kielce Zuschauer: 4.200 |
| So., 23. Oktober 2016 19:30 Uhr | Spielbericht         |       |                    | Kielce Zuschauer: 4.200 |

| Do., 10. November 2016 18:15 Uhr | Rhein-Neckar Löwen | 25:24 | RK Zagreb | Frankfurt Zuschauer: 1.546 |
| Do., 10. November 2016 18:15 Uhr | (14:10)            |       |           | Frankfurt Zuschauer: 1.546 |
| Do., 10. November 2016 18:15 Uhr | Spielbericht       |       |           | Frankfurt Zuschauer: 1.546 |

| Sa., 12. November 2016 17:30 Uhr | RK Vardar Skopje | 40:34 | KS Vive Targi Kielce | Skopje Zuschauer: 6.000 |
| Sa., 12. November 2016 17:30 Uhr | (18:18)          |       |                      | Skopje Zuschauer: 6.000 |
| Sa., 12. November 2016 17:30 Uhr | Spielbericht     |       |                      | Skopje Zuschauer: 6.000 |

| Sa., 12. November 2016 19:00 Uhr | RK Celje Pivovarna Laško | 25:31 | MOL-Pick Szeged | Celje Zuschauer: 3.300 |
| Sa., 12. November 2016 19:00 Uhr | (15:16)                  |       |                 | Celje Zuschauer: 3.300 |
| Sa., 12. November 2016 19:00 Uhr | Spielbericht             |       |                 | Celje Zuschauer: 3.300 |

| Sa., 12. November 2016 19:30 Uhr | Brest GK Meschkow | 32:27 | IFK Kristianstad | Brest Zuschauer: 3.300 |
| Sa., 12. November 2016 19:30 Uhr | (17:13)           |       |                  | Brest Zuschauer: 3.300 |
| Sa., 12. November 2016 19:30 Uhr | Spielbericht      |       |                  | Brest Zuschauer: 3.300 |

| Mi., 16. November 2016 19:00 Uhr | RK Zagreb    | 23:26 | KS Vive Targi Kielce | Varaždin Zuschauer: 5.000 |
| Mi., 16. November 2016 19:00 Uhr | (12:11)      |       |                      | Varaždin Zuschauer: 5.000 |
| Mi., 16. November 2016 19:00 Uhr | Spielbericht |       |                      | Varaždin Zuschauer: 5.000 |

| Do., 17. November 2016 19:00 Uhr | Rhein-Neckar Löwen | 27:33 | RK Vardar Skopje | Frankfurt Zuschauer: 2.649 |
| Do., 17. November 2016 19:00 Uhr | (16:17)            |       |                  | Frankfurt Zuschauer: 2.649 |
| Do., 17. November 2016 19:00 Uhr | Spielbericht       |       |                  | Frankfurt Zuschauer: 2.649 |

| Sa., 19. November 2016 18:15 Uhr | IFK Kristianstad | 21:29 | MOL-Pick Szeged | Kristianstad Zuschauer: 4.419 |
| Sa., 19. November 2016 18:15 Uhr | (12:15)          |       |                 | Kristianstad Zuschauer: 4.419 |
| Sa., 19. November 2016 18:15 Uhr | Spielbericht     |       |                 | Kristianstad Zuschauer: 4.419 |

| Sa., 19. November 2016 19:30 Uhr | Brest GK Meschkow | 29:29 | RK Celje Pivovarna Laško | Brest Zuschauer: 3.450 |
| Sa., 19. November 2016 19:30 Uhr | (14:15)           |       |                          | Brest Zuschauer: 3.450 |
| Sa., 19. November 2016 19:30 Uhr | Spielbericht      |       |                          | Brest Zuschauer: 3.450 |

| Sa., 26. November 2016 17:30 Uhr | RK Vardar Skopje | 26:29 | Rhein-Neckar Löwen | Skopje Zuschauer: 5.500 |
| Sa., 26. November 2016 17:30 Uhr | (15:15)          |       |                    | Skopje Zuschauer: 5.500 |
| Sa., 26. November 2016 17:30 Uhr | Spielbericht     |       |                    | Skopje Zuschauer: 5.500 |

| Sa., 26. November 2016 18:15 Uhr | MOL-Pick Szeged | 33:28 | IFK Kristianstad | Szeged Zuschauer: 3.100 |
| Sa., 26. November 2016 18:15 Uhr | (20:17)         |       |                  | Szeged Zuschauer: 3.100 |
| Sa., 26. November 2016 18:15 Uhr | Spielbericht    |       |                  | Szeged Zuschauer: 3.100 |

| So., 27. November 2016 18:00 Uhr | KS Vive Targi Kielce | 29:25 | RK Zagreb | Kielce Zuschauer: 4.200 |
| So., 27. November 2016 18:00 Uhr | (11:12)              |       |           | Kielce Zuschauer: 4.200 |
| So., 27. November 2016 18:00 Uhr | Spielbericht         |       |           | Kielce Zuschauer: 4.200 |

| So., 27. November 2016 18:30 Uhr | RK Celje Pivovarna Laško | 36:36 | Brest GK Meschkow | Celje Zuschauer: 3.400 |
| So., 27. November 2016 18:30 Uhr | (18:17)                  |       |                   | Celje Zuschauer: 3.400 |
| So., 27. November 2016 18:30 Uhr | Spielbericht             |       |                   | Celje Zuschauer: 3.400 |

| Mi., 30. November 2016 19:00 Uhr | IFK Kristianstad | 29:29 | Brest GK Meschkow | Kristianstad Zuschauer: 4.010 |
| Mi., 30. November 2016 19:00 Uhr | (15:17)          |       |                   | Kristianstad Zuschauer: 4.010 |
| Mi., 30. November 2016 19:00 Uhr | Spielbericht     |       |                   | Kristianstad Zuschauer: 4.010 |

| Do., 1. Dezember 2016 19:00 Uhr | RK Zagreb    | 25:21 | Rhein-Neckar Löwen | Zagreb Zuschauer: 6.508 |
| Do., 1. Dezember 2016 19:00 Uhr | (10:15)      |       |                    | Zagreb Zuschauer: 6.508 |
| Do., 1. Dezember 2016 19:00 Uhr | Spielbericht |       |                    | Zagreb Zuschauer: 6.508 |

| Sa., 3. Dezember 2016 18:45 Uhr | MOL-Pick Szeged | 27:22 | RK Celje Pivovarna Laško | Szeged Zuschauer: 3.200 |
| Sa., 3. Dezember 2016 18:45 Uhr | (15:10)         |       |                          | Szeged Zuschauer: 3.200 |
| Sa., 3. Dezember 2016 18:45 Uhr | Spielbericht    |       |                          | Szeged Zuschauer: 3.200 |

| So., 4. Dezember 2016 18:00 Uhr | KS Vive Targi Kielce | 27:24 | RK Vardar Skopje | Kielce Zuschauer: 4.200 |
| So., 4. Dezember 2016 18:00 Uhr | (15:12)              |       |                  | Kielce Zuschauer: 4.200 |
| So., 4. Dezember 2016 18:00 Uhr | Spielbericht         |       |                  | Kielce Zuschauer: 4.200 |

| Do., 9. Februar 2017 19:00 Uhr | Rhein-Neckar Löwen | 28:25 | KS Vive Targi Kielce | Mannheim Zuschauer: 7.285 |
| Do., 9. Februar 2017 19:00 Uhr | (16:13)            |       |                      | Mannheim Zuschauer: 7.285 |
| Do., 9. Februar 2017 19:00 Uhr | Spielbericht       |       |                      | Mannheim Zuschauer: 7.285 |

| Do., 9. Februar 2017 20:30 Uhr | Brest GK Meschkow | 25:23 | MOL-Pick Szeged | Brest Zuschauer: 3.500 |
| Do., 9. Februar 2017 20:30 Uhr | (14:14)           |       |                 | Brest Zuschauer: 3.500 |
| Do., 9. Februar 2017 20:30 Uhr | Spielbericht      |       |                 | Brest Zuschauer: 3.500 |

| Sa., 11. Februar 2017 17:30 Uhr | RK Vardar Skopje | 25:20 | RK Zagreb | Skopje Zuschauer: 4.500 |
| Sa., 11. Februar 2017 17:30 Uhr | (14:8)           |       |           | Skopje Zuschauer: 4.500 |
| Sa., 11. Februar 2017 17:30 Uhr | Spielbericht     |       |           | Skopje Zuschauer: 4.500 |

| Sa., 11. Februar 2017 19:00 Uhr | RK Celje Pivovarna Laško | 27:28 | IFK Kristianstad | Celje Zuschauer: 3.300 |
| Sa., 11. Februar 2017 19:00 Uhr | (13:13)                  |       |                  | Celje Zuschauer: 3.300 |
| Sa., 11. Februar 2017 19:00 Uhr | Spielbericht             |       |                  | Celje Zuschauer: 3.300 |

| Sa., 18. Februar 2017 17:30 Uhr | MOL-Pick Szeged | 21:23 | RK Vardar Skopje | Szeged Zuschauer: 3.200 |
| Sa., 18. Februar 2017 17:30 Uhr | (11:12)         |       |                  | Szeged Zuschauer: 3.200 |
| Sa., 18. Februar 2017 17:30 Uhr | Spielbericht    |       |                  | Szeged Zuschauer: 3.200 |

| Sa., 18. Februar 2017 19:30 Uhr | Brest GK Meschkow | 21:21 | RK Zagreb | Brest Zuschauer: 3.400 |
| Sa., 18. Februar 2017 19:30 Uhr | (11:9)            |       |           | Brest Zuschauer: 3.400 |
| Sa., 18. Februar 2017 19:30 Uhr | Spielbericht      |       |           | Brest Zuschauer: 3.400 |

| So., 19. Februar 2017 17:30 Uhr | IFK Kristianstad | 29:31 | Rhein-Neckar Löwen | Kristianstad Zuschauer: 4.355 |
| So., 19. Februar 2017 17:30 Uhr | (16:15)          |       |                    | Kristianstad Zuschauer: 4.355 |
| So., 19. Februar 2017 17:30 Uhr | Spielbericht     |       |                    | Kristianstad Zuschauer: 4.355 |

| So., 19. Februar 2017 19:00 Uhr | RK Celje Pivovarna Laško | 34:33 | KS Vive Targi Kielce | Celje Zuschauer: 3.901 |
| So., 19. Februar 2017 19:00 Uhr | (16:19)                  |       |                      | Celje Zuschauer: 3.901 |
| So., 19. Februar 2017 19:00 Uhr | Spielbericht             |       |                      | Celje Zuschauer: 3.901 |

| Mi., 22. Februar 2017 18:30 Uhr | Rhein-Neckar Löwen | 25:24 | Brest GK Meschkow | Frankfurt Zuschauer: 1.866 |
| Mi., 22. Februar 2017 18:30 Uhr | (11:12)            |       |                   | Frankfurt Zuschauer: 1.866 |
| Mi., 22. Februar 2017 18:30 Uhr | Spielbericht       |       |                   | Frankfurt Zuschauer: 1.866 |

| Sa., 25. Februar 2017 20:45 Uhr | RK Vardar Skopje | 35:30 | RK Celje Pivovarna Laško | Skopje Zuschauer: 4.500 |
| Sa., 25. Februar 2017 20:45 Uhr | (20:15)          |       |                          | Skopje Zuschauer: 4.500 |
| Sa., 25. Februar 2017 20:45 Uhr | Spielbericht     |       |                          | Skopje Zuschauer: 4.500 |

| Sa., 25. Februar 2017 20:00 Uhr | RK Zagreb    | 26:23 | IFK Kristianstad | Zagreb Zuschauer: 8.000 |
| Sa., 25. Februar 2017 20:00 Uhr | (13:11)      |       |                  | Zagreb Zuschauer: 8.000 |
| Sa., 25. Februar 2017 20:00 Uhr | Spielbericht |       |                  | Zagreb Zuschauer: 8.000 |

| So., 26. Februar 2017 18:00 Uhr | KS Vive Targi Kielce | 28:24 | MOL-Pick Szeged | Kielce Zuschauer: 4.200 |
| So., 26. Februar 2017 18:00 Uhr | (13:14)              |       |                 | Kielce Zuschauer: 4.200 |
| So., 26. Februar 2017 18:00 Uhr | Spielbericht         |       |                 | Kielce Zuschauer: 4.200 |

| Do., 2. März 2017 20:45 Uhr | RK Celje Pivovarna Laško | 37:31 | Rhein-Neckar Löwen | Celje Zuschauer: 3.800 |
| Do., 2. März 2017 20:45 Uhr | (20:13)                  |       |                    | Celje Zuschauer: 3.800 |
| Do., 2. März 2017 20:45 Uhr | Spielbericht             |       |                    | Celje Zuschauer: 3.800 |

| Sa., 4. März 2017 17:30 Uhr | MOL-Pick Szeged | 26:21 | RK Zagreb | Szeged Zuschauer: 3.200 |
| Sa., 4. März 2017 17:30 Uhr | (14:12)         |       |           | Szeged Zuschauer: 3.200 |
| Sa., 4. März 2017 17:30 Uhr | Spielbericht    |       |           | Szeged Zuschauer: 3.200 |

| Sa., 4. März 2017 18:15 Uhr | IFK Kristianstad | 29:25 | KS Vive Targi Kielce | Kristianstad Zuschauer: 4.125 |
| Sa., 4. März 2017 18:15 Uhr | (15:13)          |       |                      | Kristianstad Zuschauer: 4.125 |
| Sa., 4. März 2017 18:15 Uhr | Spielbericht     |       |                      | Kristianstad Zuschauer: 4.125 |

| Sa., 4. März 2017 19:30 Uhr | Brest GK Meschkow | 30:26 | RK Vardar Skopje | Brest Zuschauer: 3.500 |
| Sa., 4. März 2017 19:30 Uhr | (15:13)           |       |                  | Brest Zuschauer: 3.500 |
| Sa., 4. März 2017 19:30 Uhr | Spielbericht      |       |                  | Brest Zuschauer: 3.500 |

| Mi., 8. März 2017 20:45 Uhr | Rhein-Neckar Löwen | 24:30 | MOL-Pick Szeged | Frankfurt Zuschauer: 1.230 |
| Mi., 8. März 2017 20:45 Uhr | (12:14)            |       |                 | Frankfurt Zuschauer: 1.230 |
| Mi., 8. März 2017 20:45 Uhr | Spielbericht       |       |                 | Frankfurt Zuschauer: 1.230 |

| Do., 9. März 2017 19:00 Uhr | RK Zagreb    | 23:21 | RK Celje Pivovarna Laško | Zagreb Zuschauer: 11.500 |
| Do., 9. März 2017 19:00 Uhr | (14:10)      |       |                          | Zagreb Zuschauer: 11.500 |
| Do., 9. März 2017 19:00 Uhr | Spielbericht |       |                          | Zagreb Zuschauer: 11.500 |

| Sa., 11. März 2017 16:00 Uhr | KS Vive Targi Kielce | 35:27 | Brest GK Meschkow | Kielce Zuschauer: 4.200 |
| Sa., 11. März 2017 16:00 Uhr | (15:16)              |       |                   | Kielce Zuschauer: 4.200 |
| Sa., 11. März 2017 16:00 Uhr | Spielbericht         |       |                   | Kielce Zuschauer: 4.200 |

| So., 12. März 2017 17:30 Uhr | RK Vardar Skopje | 32:29 | IFK Kristianstad | Skopje Zuschauer: 4.000 |
| So., 12. März 2017 17:30 Uhr | (17:13)          |       |                  | Skopje Zuschauer: 4.000 |
| So., 12. März 2017 17:30 Uhr | Spielbericht     |       |                  | Skopje Zuschauer: 4.000 |

### Gruppe C
| Pl. | Verein              | Sp. | S | U | N | Tore      | Diff. | Punkte  |
| --- | ------------------- | --- | - | - | - | --------- | ----- | ------- |
| 1.  | Montpellier HB      | 10  | 8 | 0 | 2 | 0302:2520 | +50   | 016:40  |
| 2.  | Naturhouse La Rioja | 10  | 5 | 1 | 4 | 0294:2860 | +8    | 011:90  |
| 3.  | RK Metalurg Skopje  | 10  | 5 | 0 | 5 | 0240:2510 | −11   | 010:100 |
| 4.  | HT Tatran Prešov    | 10  | 4 | 1 | 5 | 0259:2710 | −12   | 09:110  |
| 5.  | Elverum Håndball    | 10  | 3 | 2 | 5 | 0257:2740 | −17   | 08:120  |
| 6.  | Medwedi Tschechow   | 10  | 2 | 2 | 6 | 0273:2910 | −18   | 06:140  |

| Do., 22. September 2016 19:00 Uhr | Medwedi Tschechow | 28:28 | Naturhouse La Rioja | Tschechow Zuschauer: 1.500 |
| Do., 22. September 2016 19:00 Uhr | (14:16)           |       |                     | Tschechow Zuschauer: 1.500 |
| Do., 22. September 2016 19:00 Uhr | Spielbericht      |       |                     | Tschechow Zuschauer: 1.500 |

| Sa., 24. September 2016 17:30 Uhr | RK Metalurg Skopje | 18:17 | Elverum Håndball | Skopje Zuschauer: 3.700 |
| Sa., 24. September 2016 17:30 Uhr | (8:7)              |       |                  | Skopje Zuschauer: 3.700 |
| Sa., 24. September 2016 17:30 Uhr | Spielbericht       |       |                  | Skopje Zuschauer: 3.700 |

| So., 25. September 2016 17:00 Uhr | Montpellier HB | 28:23 | HT Tatran Prešov | Montpellier Zuschauer: 3.000 |
| So., 25. September 2016 17:00 Uhr | (14:14)        |       |                  | Montpellier Zuschauer: 3.000 |
| So., 25. September 2016 17:00 Uhr | Spielbericht   |       |                  | Montpellier Zuschauer: 3.000 |

| Sa., 1. Oktober 2016 15:00 Uhr | HT Tatran Prešov | 27:22 | RK Metalurg Skopje | Prešov Zuschauer: 1.200 |
| Sa., 1. Oktober 2016 15:00 Uhr | (11:12)          |       |                    | Prešov Zuschauer: 1.200 |
| Sa., 1. Oktober 2016 15:00 Uhr | Spielbericht     |       |                    | Prešov Zuschauer: 1.200 |

| Sa., 1. Oktober 2016 20:30 Uhr | Naturhouse La Rioja | 31:30 | Montpellier HB | Logrono Zuschauer: 2.000 |
| Sa., 1. Oktober 2016 20:30 Uhr | (15:12)             |       |                | Logrono Zuschauer: 2.000 |
| Sa., 1. Oktober 2016 20:30 Uhr | Spielbericht        |       |                | Logrono Zuschauer: 2.000 |

| So., 2. Oktober 2016 18:15 Uhr | Elverum Håndball | 28:28 | Medwedi Tschechow | Elverum Zuschauer: 1.829 |
| So., 2. Oktober 2016 18:15 Uhr | (13:11)          |       |                   | Elverum Zuschauer: 1.829 |
| So., 2. Oktober 2016 18:15 Uhr | Spielbericht     |       |                   | Elverum Zuschauer: 1.829 |

| Do., 6. Oktober 2016 19:00 Uhr | Medwedi Tschechow | 25:21 | RK Metalurg Skopje | Tschechow Zuschauer: 1.100 |
| Do., 6. Oktober 2016 19:00 Uhr | (14:8)            |       |                    | Tschechow Zuschauer: 1.100 |
| Do., 6. Oktober 2016 19:00 Uhr | Spielbericht      |       |                    | Tschechow Zuschauer: 1.100 |

| Sa., 8. Oktober 2016 17:30 Uhr | Naturhouse La Rioja | 33:27 | HT Tatran Prešov | Logrono Zuschauer: 2.500 |
| Sa., 8. Oktober 2016 17:30 Uhr | (16:18)             |       |                  | Logrono Zuschauer: 2.500 |
| Sa., 8. Oktober 2016 17:30 Uhr | Spielbericht        |       |                  | Logrono Zuschauer: 2.500 |

| So., 9. Oktober 2016 18:15 Uhr | Elverum Håndball | 32:31 | Montpellier HB | Elverum Zuschauer: 1.879 |
| So., 9. Oktober 2016 18:15 Uhr | (18:14)          |       |                | Elverum Zuschauer: 1.879 |
| So., 9. Oktober 2016 18:15 Uhr | Spielbericht     |       |                | Elverum Zuschauer: 1.879 |

| Sa., 15. Oktober 2016 16:00 Uhr | HT Tatran Prešov | 25:27 | Elverum Håndball | Prešov Zuschauer: 2.050 |
| Sa., 15. Oktober 2016 16:00 Uhr | (16:17)          |       |                  | Prešov Zuschauer: 2.050 |
| Sa., 15. Oktober 2016 16:00 Uhr | Spielbericht     |       |                  | Prešov Zuschauer: 2.050 |

| Sa., 15. Oktober 2016 17:30 Uhr | RK Metalurg Skopje | 24:23 | Naturhouse La Rioja | Skopje Zuschauer: 3.506 |
| Sa., 15. Oktober 2016 17:30 Uhr | (11:9)             |       |                     | Skopje Zuschauer: 3.506 |
| Sa., 15. Oktober 2016 17:30 Uhr | Spielbericht       |       |                     | Skopje Zuschauer: 3.506 |

| Sa., 15. Oktober 2016 20:30 Uhr | Montpellier HB | 26:22 | Medwedi Tschechow | Montpellier Zuschauer: 2.600 |
| Sa., 15. Oktober 2016 20:30 Uhr | (12:9)         |       |                   | Montpellier Zuschauer: 2.600 |
| Sa., 15. Oktober 2016 20:30 Uhr | Spielbericht   |       |                   | Montpellier Zuschauer: 2.600 |

| Sa., 22. Oktober 2016 16:00 Uhr | HT Tatran Prešov | 30:28 | Medwedi Tschechow | Prešov Zuschauer: 2.100 |
| Sa., 22. Oktober 2016 16:00 Uhr | (17:11)          |       |                   | Prešov Zuschauer: 2.100 |
| Sa., 22. Oktober 2016 16:00 Uhr | Spielbericht     |       |                   | Prešov Zuschauer: 2.100 |

| So., 23. Oktober 2016 18:15 Uhr | Elverum Håndball | 27:32 | Naturhouse La Rioja | Elverum Zuschauer: 2.202 |
| So., 23. Oktober 2016 18:15 Uhr | (14:16)          |       |                     | Elverum Zuschauer: 2.202 |
| So., 23. Oktober 2016 18:15 Uhr | Spielbericht     |       |                     | Elverum Zuschauer: 2.202 |

| So., 23. Oktober 2016 20:30 Uhr | Montpellier HB | 28:18 | RK Metalurg Skopje | Montpellier Zuschauer: 2.700 |
| So., 23. Oktober 2016 20:30 Uhr | (13:12)        |       |                    | Montpellier Zuschauer: 2.700 |
| So., 23. Oktober 2016 20:30 Uhr | Spielbericht   |       |                    | Montpellier Zuschauer: 2.700 |

| Do., 10. November 2016 18:45 Uhr | RK Metalurg Skopje | 24:30 | Montpellier HB | Skopje Zuschauer: 4.500 |
| Do., 10. November 2016 18:45 Uhr | (10:14)            |       |                | Skopje Zuschauer: 4.500 |
| Do., 10. November 2016 18:45 Uhr | Spielbericht       |       |                | Skopje Zuschauer: 4.500 |

| Do., 10. November 2016 19:00 Uhr | Medwedi Tschechow | 28:29 | HT Tatran Prešov | Tschechow Zuschauer: 1.000 |
| Do., 10. November 2016 19:00 Uhr | (13:18)           |       |                  | Tschechow Zuschauer: 1.000 |
| Do., 10. November 2016 19:00 Uhr | Spielbericht      |       |                  | Tschechow Zuschauer: 1.000 |

| Sa., 12. November 2016 18:30 Uhr | Naturhouse La Rioja | 28:21 | Elverum Håndball | Logrono Zuschauer: 2.200 |
| Sa., 12. November 2016 18:30 Uhr | (11:8)              |       |                  | Logrono Zuschauer: 2.200 |
| Sa., 12. November 2016 18:30 Uhr | Spielbericht        |       |                  | Logrono Zuschauer: 2.200 |

| Sa., 19. November 2016 16:00 Uhr | HT Tatran Prešov | 24:28 | Montpellier HB | Prešov Zuschauer: 2.500 |
| Sa., 19. November 2016 16:00 Uhr | (9:14)           |       |                | Prešov Zuschauer: 2.500 |
| Sa., 19. November 2016 16:00 Uhr | Spielbericht     |       |                | Prešov Zuschauer: 2.500 |

| Sa., 19. November 2016 17:30 Uhr | Naturhouse La Rioja | 34:37 | Medwedi Tschechow | Logrono Zuschauer: 2.300 |
| Sa., 19. November 2016 17:30 Uhr | (19:17)             |       |                   | Logrono Zuschauer: 2.300 |
| Sa., 19. November 2016 17:30 Uhr | Spielbericht        |       |                   | Logrono Zuschauer: 2.300 |

| So., 20. November 2016 16:00 Uhr | Elverum Håndball | 26:31 | RK Metalurg Skopje | Elverum Zuschauer: 1.792 |
| So., 20. November 2016 16:00 Uhr | (9:14)           |       |                    | Elverum Zuschauer: 1.792 |
| So., 20. November 2016 16:00 Uhr | Spielbericht     |       |                    | Elverum Zuschauer: 1.792 |

| Do., 24. November 2016 19:00 Uhr | Medwedi Tschechow | 26:31 | Elverum Håndball | Tschechow Zuschauer: 1.400 |
| Do., 24. November 2016 19:00 Uhr | (14:15)           |       |                  | Tschechow Zuschauer: 1.400 |
| Do., 24. November 2016 19:00 Uhr | Spielbericht      |       |                  | Tschechow Zuschauer: 1.400 |

| Sa., 26. November 2016 18:30 Uhr | Montpellier HB | 37:27 | Naturhouse La Rioja | Montpellier Zuschauer: 3.000 |
| Sa., 26. November 2016 18:30 Uhr | (19:11)        |       |                     | Montpellier Zuschauer: 3.000 |
| Sa., 26. November 2016 18:30 Uhr | Spielbericht   |       |                     | Montpellier Zuschauer: 3.000 |

| So., 27. November 2016 17:30 Uhr | RK Metalurg Skopje | 26:20 | HT Tatran Prešov | Skopje Zuschauer: 3.500 |
| So., 27. November 2016 17:30 Uhr | (11:10)            |       |                  | Skopje Zuschauer: 3.500 |
| So., 27. November 2016 17:30 Uhr | Spielbericht       |       |                  | Skopje Zuschauer: 3.500 |

| Sa., 3. Dezember 2016 16:00 Uhr | Medwedi Tschechow | 27:33 | Montpellier HB | Tschechow Zuschauer: 1.300 |
| Sa., 3. Dezember 2016 16:00 Uhr | (13:14)           |       |                | Tschechow Zuschauer: 1.300 |
| Sa., 3. Dezember 2016 16:00 Uhr | Spielbericht      |       |                | Tschechow Zuschauer: 1.300 |

| Sa., 3. Dezember 2016 17:30 Uhr | Naturhouse La Rioja | 31:25 | RK Metalurg Skopje | Logrono Zuschauer: 2.400 |
| Sa., 3. Dezember 2016 17:30 Uhr | (16:14)             |       |                    | Logrono Zuschauer: 2.400 |
| Sa., 3. Dezember 2016 17:30 Uhr | Spielbericht        |       |                    | Logrono Zuschauer: 2.400 |

| So., 4. Dezember 2016 15:45 Uhr | Elverum Håndball | 24:24 | HT Tatran Prešov | Elverum Zuschauer: 1.412 |
| So., 4. Dezember 2016 15:45 Uhr | (10:9)           |       |                  | Elverum Zuschauer: 1.412 |
| So., 4. Dezember 2016 15:45 Uhr | Spielbericht     |       |                  | Elverum Zuschauer: 1.412 |

| Sa., 11. Februar 2017 16:00 Uhr | HT Tatran Prešov | 30:27 | Naturhouse La Rioja | Prešov Zuschauer: 2.500 |
| Sa., 11. Februar 2017 16:00 Uhr | (18:16)          |       |                     | Prešov Zuschauer: 2.500 |
| Sa., 11. Februar 2017 16:00 Uhr | Spielbericht     |       |                     | Prešov Zuschauer: 2.500 |

| So., 12. Februar 2017 17:30 Uhr | Montpellier HB | 31:24 | Elverum Håndball | Montpellier Zuschauer: 3.000 |
| So., 12. Februar 2017 17:30 Uhr | (16:11)        |       |                  | Montpellier Zuschauer: 3.000 |
| So., 12. Februar 2017 17:30 Uhr | Spielbericht   |       |                  | Montpellier Zuschauer: 3.000 |

| So., 12. Februar 2017 17:30 Uhr | RK Metalurg Skopje | 31:24 | Medwedi Tschechow | Skopje Zuschauer: 3.560 |
| So., 12. Februar 2017 17:30 Uhr | (15:10)            |       |                   | Skopje Zuschauer: 3.560 |
| So., 12. Februar 2017 17:30 Uhr | Spielbericht       |       |                   | Skopje Zuschauer: 3.560 |

### Gruppe D
| Pl. | Verein                 | Sp. | S | U | N | Tore      | Diff. | Punkte |
| --- | ---------------------- | --- | - | - | - | --------- | ----- | ------ |
| 1.  | HBC Nantes             | 10  | 8 | 1 | 1 | 0312:2700 | +42   | 017:30 |
| 2.  | HK Motor Zaporozhye    | 10  | 7 | 1 | 2 | 0308:2720 | +36   | 015:50 |
| 3.  | Beşiktaş Istanbul      | 10  | 5 | 1 | 4 | 0275:2890 | −14   | 011:90 |
| 4.  | Dinamo Bukarest        | 10  | 3 | 2 | 5 | 0294:2940 | ±0    | 08:120 |
| 5.  | Team Tvis Holstebro    | 10  | 2 | 1 | 7 | 0281:3140 | −33   | 05:150 |
| 6.  | Académico Basket Clube | 10  | 2 | 0 | 8 | 0289:3200 | −31   | 04:160 |

| Mi., 21. September 2016 19:00 Uhr | Beşiktaş Istanbul | 33:31 | Académico Basket Clube | İzmit Zuschauer: 1.565 |
| Mi., 21. September 2016 19:00 Uhr | (21:18)           |       |                        | İzmit Zuschauer: 1.565 |
| Mi., 21. September 2016 19:00 Uhr | Spielbericht      |       |                        | İzmit Zuschauer: 1.565 |

| Do., 22. September 2016 18:00 Uhr | HK Motor Zaporozhye | 26:26 | HBC Nantes | Charkiw Zuschauer: 2.110 |
| Do., 22. September 2016 18:00 Uhr | (15:16)             |       |            | Charkiw Zuschauer: 2.110 |
| Do., 22. September 2016 18:00 Uhr | Spielbericht        |       |            | Charkiw Zuschauer: 2.110 |

| So., 25. September 2016 16:50 Uhr | Team Tvis Holstebro | 32:32 | Dinamo Bukarest | Holstebro Zuschauer: 1.905 |
| So., 25. September 2016 16:50 Uhr | (16:16)             |       |                 | Holstebro Zuschauer: 1.905 |
| So., 25. September 2016 16:50 Uhr | Spielbericht        |       |                 | Holstebro Zuschauer: 1.905 |

| Do., 29. September 2016 18:00 Uhr | Dinamo Bukarest | 35:31 | HK Motor Zaporozhye | Bukarest Zuschauer: 2.100 |
| Do., 29. September 2016 18:00 Uhr | (15:13)         |       |                     | Bukarest Zuschauer: 2.100 |
| Do., 29. September 2016 18:00 Uhr | Spielbericht    |       |                     | Bukarest Zuschauer: 2.100 |

| Sa., 1. Oktober 2016 17:00 Uhr | Académico Basket Clube | 32:27 | Team Tvis Holstebro | Braga Zuschauer: 1.500 |
| Sa., 1. Oktober 2016 17:00 Uhr | (16:14)                |       |                     | Braga Zuschauer: 1.500 |
| Sa., 1. Oktober 2016 17:00 Uhr | Spielbericht           |       |                     | Braga Zuschauer: 1.500 |

| Sa., 1. Oktober 2016 18:30 Uhr | HBC Nantes   | 33:19 | Beşiktaş Istanbul | Rezé Zuschauer: 3.811 |
| Sa., 1. Oktober 2016 18:30 Uhr | (16:9)       |       |                   | Rezé Zuschauer: 3.811 |
| Sa., 1. Oktober 2016 18:30 Uhr | Spielbericht |       |                   | Rezé Zuschauer: 3.811 |

| So., 9. Oktober 2016 16:00 Uhr | HBC Nantes   | 35:33 | Académico Basket Clube | Rezé Zuschauer: 3.892 |
| So., 9. Oktober 2016 16:00 Uhr | (20:16)      |       |                        | Rezé Zuschauer: 3.892 |
| So., 9. Oktober 2016 16:00 Uhr | Spielbericht |       |                        | Rezé Zuschauer: 3.892 |

| So., 9. Oktober 2016 16:00 Uhr | HK Motor Zaporozhye | 34:28 | Team Tvis Holstebro | Charkiw Zuschauer: 2.100 |
| So., 9. Oktober 2016 16:00 Uhr | (19:10)             |       |                     | Charkiw Zuschauer: 2.100 |
| So., 9. Oktober 2016 16:00 Uhr | Spielbericht        |       |                     | Charkiw Zuschauer: 2.100 |

| So., 9. Oktober 2016 17:15 Uhr | Dinamo Bukarest | 26:26 | Beşiktaş Istanbul | Bukarest Zuschauer: 2.400 |
| So., 9. Oktober 2016 17:15 Uhr | (11:13)         |       |                   | Bukarest Zuschauer: 2.400 |
| So., 9. Oktober 2016 17:15 Uhr | Spielbericht    |       |                   | Bukarest Zuschauer: 2.400 |

| Sa., 15. Oktober 2016 17:00 Uhr | Académico Basket Clube | 34:32 | Dinamo Bukarest | Braga Zuschauer: 2.000 |
| Sa., 15. Oktober 2016 17:00 Uhr | (18:18)                |       |                 | Braga Zuschauer: 2.000 |
| Sa., 15. Oktober 2016 17:00 Uhr | Spielbericht           |       |                 | Braga Zuschauer: 2.000 |

| Sa., 15. Oktober 2016 19:00 Uhr | Beşiktaş Istanbul | 23:22 | HK Motor Zaporozhye | İzmit Zuschauer: 1.400 |
| Sa., 15. Oktober 2016 19:00 Uhr | (11:7)            |       |                     | İzmit Zuschauer: 1.400 |
| Sa., 15. Oktober 2016 19:00 Uhr | Spielbericht      |       |                     | İzmit Zuschauer: 1.400 |

| So., 16. Oktober 2016 15:00 Uhr | Team Tvis Holstebro | 25:35 | HBC Nantes | Holstebro Zuschauer: 2.447 |
| So., 16. Oktober 2016 15:00 Uhr | (13:19)             |       |            | Holstebro Zuschauer: 2.447 |
| So., 16. Oktober 2016 15:00 Uhr | Spielbericht        |       |            | Holstebro Zuschauer: 2.447 |

| Sa., 22. Oktober 2016 15:00 Uhr | Beşiktaş Istanbul | 36:27 | Team Tvis Holstebro | İzmit Zuschauer: 1.100 |
| Sa., 22. Oktober 2016 15:00 Uhr | (15:16)           |       |                     | İzmit Zuschauer: 1.100 |
| Sa., 22. Oktober 2016 15:00 Uhr | Spielbericht      |       |                     | İzmit Zuschauer: 1.100 |

| Sa., 22. Oktober 2016 17:30 Uhr | Dinamo Bukarest | 26:27 | HBC Nantes | Bukarest Zuschauer: 2.538 |
| Sa., 22. Oktober 2016 17:30 Uhr | (15:11)         |       |            | Bukarest Zuschauer: 2.538 |
| Sa., 22. Oktober 2016 17:30 Uhr | Spielbericht    |       |            | Bukarest Zuschauer: 2.538 |

| Sa., 22. Oktober 2016 18:00 Uhr | HK Motor Zaporozhye | 27:23 | Académico Basket Clube | Charkiw Zuschauer: 2.200 |
| Sa., 22. Oktober 2016 18:00 Uhr | (13:9)              |       |                        | Charkiw Zuschauer: 2.200 |
| Sa., 22. Oktober 2016 18:00 Uhr | Spielbericht        |       |                        | Charkiw Zuschauer: 2.200 |

| Sa., 12. November 2016 17:00 Uhr | Académico Basket Clube | 22:35 | HK Motor Zaporozhye | Braga Zuschauer: 1.200 |
| Sa., 12. November 2016 17:00 Uhr | (9:18)                 |       |                     | Braga Zuschauer: 1.200 |
| Sa., 12. November 2016 17:00 Uhr | Spielbericht           |       |                     | Braga Zuschauer: 1.200 |

| So., 13. November 2016 15:10 Uhr | Team Tvis Holstebro | 29:25 | Beşiktaş Istanbul | Holstebro Zuschauer: 1.923 |
| So., 13. November 2016 15:10 Uhr | (14:14)             |       |                   | Holstebro Zuschauer: 1.923 |
| So., 13. November 2016 15:10 Uhr | Spielbericht        |       |                   | Holstebro Zuschauer: 1.923 |

| So., 13. November 2016 17:00 Uhr | HBC Nantes   | 26:24 | Dinamo Bukarest | Nantes Zuschauer: 4.500 |
| So., 13. November 2016 17:00 Uhr | (12:12)      |       |                 | Nantes Zuschauer: 4.500 |
| So., 13. November 2016 17:00 Uhr | Spielbericht |       |                 | Nantes Zuschauer: 4.500 |

| Do., 17. November 2016 19:30 Uhr | Dinamo Bukarest | 30:25 | Team Tvis Holstebro | Bukarest Zuschauer: 1.500 |
| Do., 17. November 2016 19:30 Uhr | (12:12)         |       |                     | Bukarest Zuschauer: 1.500 |
| Do., 17. November 2016 19:30 Uhr | Spielbericht    |       |                     | Bukarest Zuschauer: 1.500 |

| Sa., 19. November 2016 17:00 Uhr | Académico Basket Clube | 27:28 | Beşiktaş Istanbul | Braga Zuschauer: 1.500 |
| Sa., 19. November 2016 17:00 Uhr | (14:13)                |       |                   | Braga Zuschauer: 1.500 |
| Sa., 19. November 2016 17:00 Uhr | Spielbericht           |       |                   | Braga Zuschauer: 1.500 |

| Sa., 19. November 2016 18:30 Uhr | HBC Nantes   | 32:34 | HK Motor Zaporozhye | Nantes Zuschauer: 4.250 |
| Sa., 19. November 2016 18:30 Uhr | (19:12)      |       |                     | Nantes Zuschauer: 4.250 |
| Sa., 19. November 2016 18:30 Uhr | Spielbericht |       |                     | Nantes Zuschauer: 4.250 |

| Sa., 26. November 2016 16:00 Uhr | HK Motor Zaporozhye | 35:27 | Dinamo Bukarest | Charkiw Zuschauer: 2.700 |
| Sa., 26. November 2016 16:00 Uhr | (19:10)             |       |                 | Charkiw Zuschauer: 2.700 |
| Sa., 26. November 2016 16:00 Uhr | Spielbericht        |       |                 | Charkiw Zuschauer: 2.700 |

| So., 27. November 2016 15:00 Uhr | Team Tvis Holstebro | 34:29 | Académico Basket Clube | Holstebro Zuschauer: 1.492 |
| So., 27. November 2016 15:00 Uhr | (18:13)             |       |                        | Holstebro Zuschauer: 1.492 |
| So., 27. November 2016 15:00 Uhr | Spielbericht        |       |                        | Holstebro Zuschauer: 1.492 |

| So., 27. November 2016 17:00 Uhr | Beşiktaş Istanbul | 28:33 | HBC Nantes | İzmit Zuschauer: 1.500 |
| So., 27. November 2016 17:00 Uhr | (14:16)           |       |            | İzmit Zuschauer: 1.500 |
| So., 27. November 2016 17:00 Uhr | Spielbericht      |       |            | İzmit Zuschauer: 1.500 |

| Do., 1. Dezember 2016 19:30 Uhr | Dinamo Bukarest | 35:29 | Académico Basket Clube | Bukarest Zuschauer: 1.500 |
| Do., 1. Dezember 2016 19:30 Uhr | (20:15)         |       |                        | Bukarest Zuschauer: 1.500 |
| Do., 1. Dezember 2016 19:30 Uhr | Spielbericht    |       |                        | Bukarest Zuschauer: 1.500 |

| Sa., 3. Dezember 2016 18:30 Uhr | HBC Nantes   | 31:26 | Team Tvis Holstebro | Nantes Zuschauer: 3.800 |
| Sa., 3. Dezember 2016 18:30 Uhr | (15:16)      |       |                     | Nantes Zuschauer: 3.800 |
| Sa., 3. Dezember 2016 18:30 Uhr | Spielbericht |       |                     | Nantes Zuschauer: 3.800 |

| So., 4. Dezember 2016 17:00 Uhr | HK Motor Zaporozhye | 34:28 | Beşiktaş Istanbul | Charkiw Zuschauer: 2.900 |
| So., 4. Dezember 2016 17:00 Uhr | (20:13)             |       |                   | Charkiw Zuschauer: 2.900 |
| So., 4. Dezember 2016 17:00 Uhr | Spielbericht        |       |                   | Charkiw Zuschauer: 2.900 |

| Sa., 11. Februar 2017 15:30 Uhr | Académico Basket Clube | 29:34 | HBC Nantes | Braga Zuschauer: 1.500 |
| Sa., 11. Februar 2017 15:30 Uhr | (13:18)                |       |            | Braga Zuschauer: 1.500 |
| Sa., 11. Februar 2017 15:30 Uhr | Spielbericht           |       |            | Braga Zuschauer: 1.500 |

| Sa., 11. Februar 2017 16:00 Uhr | Beşiktaş Istanbul | 29:27 | Dinamo Bukarest | İzmit Zuschauer: 1.250 |
| Sa., 11. Februar 2017 16:00 Uhr | (14:12)           |       |                 | İzmit Zuschauer: 1.250 |
| Sa., 11. Februar 2017 16:00 Uhr | Spielbericht      |       |                 | İzmit Zuschauer: 1.250 |

| So., 12. Februar 2017 15:00 Uhr | Team Tvis Holstebro | 28:30 | HK Motor Zaporozhye | Holstebro Zuschauer: 2.184 |
| So., 12. Februar 2017 15:00 Uhr | (17:15)             |       |                     | Holstebro Zuschauer: 2.184 |
| So., 12. Februar 2017 15:00 Uhr | Spielbericht        |       |                     | Holstebro Zuschauer: 2.184 |

### K.-o.-Runde Gruppen C und D
| So., 5. März 2017 20:00 Uhr | Naturhouse La Rioja     | 25:31   | HBC Nantes             | Zuschauer: 2.200 |
| So., 5. März 2017 20:00 Uhr | meiste Tore: Martinez 9 | (13:13) | meiste Tore: Langaro 7 | Zuschauer: 2.200 |
| So., 5. März 2017 20:00 Uhr |                         |         |                        | Zuschauer: 2.200 |

| Sa., 4. März 2017 18:00 Uhr | HK Motor Zaporozhye    | 34:36   | Montpellier HB                | Zuschauer: 3.100 |
| Sa., 4. März 2017 18:00 Uhr | meiste Tore: Soroka 10 | (15:18) | meiste Tore: Truchanovicius 8 | Zuschauer: 3.100 |
| Sa., 4. März 2017 18:00 Uhr |                        |         |                               | Zuschauer: 3.100 |

| Sa., 11. März 2017 20:00 Uhr | HBC Nantes           | 37:31   | Naturhouse La Rioja  | Zuschauer: 4.438 |
| Sa., 11. März 2017 20:00 Uhr | meiste Tore: Derot 8 | (21:15) | meiste Tore: Perez 6 | Zuschauer: 4.438 |
| Sa., 11. März 2017 20:00 Uhr |                      |         |                      | Zuschauer: 4.438 |

| Sa., 11. März 2017 17:00 Uhr | Montpellier HB         | 29:29   | HK Motor Zaporozhye       | Zuschauer: 2.800 |
| Sa., 11. März 2017 17:00 Uhr | meiste Tore: Dolenec 8 | (14:13) | meiste Tore: Kozakevych 8 | Zuschauer: 2.800 |
| Sa., 11. März 2017 17:00 Uhr |                        |         |                           | Zuschauer: 2.800 |

## Achtelfinale

### Qualifizierte Teams
| Gruppe A Paris Saint-Germain MKG Veszprém KC SG Flensburg-Handewitt THW Kiel Bjerringbro-Silkeborg | Gruppe B KS Vive Targi Kielce MOL-Pick Szeged Rhein-Neckar Löwen Brest GK Meschkow RK Zagreb | Gruppe C Montpellier HB | Gruppe D HBC Nantes |

### Ergebnisse
Die Paarungen wurden schon im Vorhinein entsprechend der Platzierungen in der Gruppenphase festgelegt.
Die Hinspiele finden vom 22. bis 26. März 2017, die Rückspiele vom 30. März bis 2. April 2017 statt.
| Mannschaft 1          | Mannschaft 2           | Hinspiel           | Rückspiel          | Gesamt |
| --------------------- | ---------------------- | ------------------ | ------------------ | ------ |
| HBC Nantes            | Paris Saint-Germain    | 25.03.17 20:45 Uhr | 01.04.17 17:00 Uhr | 53:61  |
| HBC Nantes            | Paris Saint-Germain    | 26:26 (15:14)      | 27:35 (13:15)      | 53:61  |
| HBC Nantes            | Paris Saint-Germain    | 4.500 Zuschauer    | 2.914 Zuschauer    | 53:61  |
| Montpellier HB        | KS Vive Targi Kielce   | 26.03.17 17:00 Uhr | 02.04.17 18:00 Uhr | 61:54  |
| Montpellier HB        | KS Vive Targi Kielce   | 33:28 (14:16)      | 28:26 (11:15)      | 61:54  |
| Montpellier HB        | KS Vive Targi Kielce   | 3.100 Zuschauer    | 4.200 Zuschauer    | 61:54  |
| RK Zagreb             | MKB Veszprém KC        | 25.03.17 18:00 Uhr | 01.04.17 17:30 Uhr | 41:52  |
| RK Zagreb             | MKB Veszprém KC        | 22:23 (10:12)      | 19:29 (9:15)       | 41:52  |
| RK Zagreb             | MKB Veszprém KC        | 12.250 Zuschauer   | 5.019 Zuschauer    | 41:52  |
| Bjerringbro-Silkeborg | MOL-Pick Szeged        | 26.03.17 16:50 Uhr | 02.04.17 17:00 Uhr | 48:59  |
| Bjerringbro-Silkeborg | MOL-Pick Szeged        | 24:26 (13:8)0      | 24:33 (16:14)      | 48:59  |
| Bjerringbro-Silkeborg | MOL-Pick Szeged        | 2.202 Zuschauer    | 3.200 Zuschauer    | 48:59  |
| Brest GK Meschkow     | SG Flensburg-Handewitt | 26.03.17 17:00 Uhr | 02.04.17 19:30 Uhr | 51:54  |
| Brest GK Meschkow     | SG Flensburg-Handewitt | 25:26 (13:15)      | 26:28 (13:13)      | 51:54  |
| Brest GK Meschkow     | SG Flensburg-Handewitt | 3.740 Zuschauer    | 4.819 Zuschauer    | 51:54  |
| THW Kiel              | Rhein-Neckar Löwen     | 22.03.17 18:30 Uhr | 30.03.17 19:00 Uhr | 50:49  |
| THW Kiel              | Rhein-Neckar Löwen     | 24:25 (10:12)      | 26:24 (12:12)      | 50:49  |
| THW Kiel              | Rhein-Neckar Löwen     | 9.986 Zuschauer    | 10.712 Zuschauer   | 50:49  |

## Viertelfinale

### Qualifizierte Teams
| Aus Gruppenphase FC Barcelona RK Vardar Skopje | Aus Achtelfinale Paris Saint-Germain Montpellier HB MKB Veszprém KC MOL-Pick Szeged THW Kiel SG Flensburg-Handewitt |

### Ergebnisse
Die Paarungen der Viertelfinalpartien wurden bereits zusammen mit den Achtelfinalbegegnungen festgelegt.
Die Hinspiele fanden vom 22. bis zum 23. April 2017 statt, die Rückspiele wurden vom 27. bis zum 30. April 2017 ausgetragen.
| Mannschaft 1           | Mannschaft 2        | Hinspiel                      | Rückspiel                     | Gesamt |
| ---------------------- | ------------------- | ----------------------------- | ----------------------------- | ------ |
| THW Kiel               | FC Barcelona        | So., 23. Apr. 2017, 17:30 Uhr | Sa., 29. Apr. 2017, 18:30 Uhr | 46:49  |
| THW Kiel               | FC Barcelona        | 28:26 (16:15)                 | 18:23 (9:13)                  | 46:49  |
| THW Kiel               | FC Barcelona        | Kiel, 10.205 Zuschauer        | Barcelona, 7.083 Zuschauer    | 46:49  |
| SG Flensburg-Handewitt | RK Vardar Skopje    | Sa., 22. Apr. 2017, 17:30 Uhr | Do., 27. Apr. 2017, 19:00 Uhr | 51:61  |
| SG Flensburg-Handewitt | RK Vardar Skopje    | 24:26 (9:15)                  | 27:35 (10:15)                 | 51:61  |
| SG Flensburg-Handewitt | RK Vardar Skopje    | Flensburg, 4.837 Zuschauer    | Skopje, 7.500 Zuschauer       | 51:61  |
| MOL-Pick Szeged        | Paris Saint-Germain | So., 23. Apr. 2017, 17:00 Uhr | Sa., 29. Apr. 2017, 20:45 Uhr | 57:60  |
| MOL-Pick Szeged        | Paris Saint-Germain | 27:30 (14:16)                 | 30:30 (17:16)                 | 57:60  |
| MOL-Pick Szeged        | Paris Saint-Germain | Szeged, 3.200 Zuschauer       | Paris, 3.800 Zuschauer        | 57:60  |
| MKB Veszprém KC        | Montpellier HB      | Sa., 22. Apr. 2017, 17:30 Uhr | So., 30. Apr. 2017, 18:30 Uhr | 56:48  |
| MKB Veszprém KC        | Montpellier HB      | 26:23 (13:10)                 | 30:25 (11:15)                 | 56:48  |
| MKB Veszprém KC        | Montpellier HB      | Veszprém, 5.019 Zuschauer     | Montpellier, 3.200 Zuschauer  | 56:48  |

## Final Four

### Qualifizierte Teams
FC Barcelona
 RK Vardar Skopje
 Paris Saint-Germain
 MKB Veszprém KC
Die Auslosung für das Final Four fand am 2. Mai 2017 in Köln statt. Die Halbfinalspiele wurden am 3. Juni 2017 in der Kölner Lanxess Arena ausgetragen.

### Halbfinale
| Mannschaft 1     | Endergebnis       | Mannschaft 2        | Datum und Zeit        |
| ---------------- | ----------------- | ------------------- | --------------------- |
| MKB Veszprém KC  | 26 : 27 (11 : 11) | Paris Saint-Germain | 03.06.2017, 15:15 Uhr |
| RK Vardar Skopje | 26 : 25 (13 : 12) | FC Barcelona        | 03.06.2017, 18:00 Uhr |

#### 1. Halbfinale
3. Juni 2017 in Köln, Lanxess Arena
MKB Veszprém KC: Mikler, Alilović – Iváncsik, Schuch, Ilić (1), Pálmarsson (1), Gajič (5), Nilsson (2)  , Nagy (6) , Ugalde , Marguč (5), Rodríguez, Terzić, Blagotinšek (2), Sulić (1) , Lékai (3) 
Paris Saint-Germain: Škof, Omeyer – Gensheimer (7) , Møllgaard Jensen, Accambray, Stepančić (1), Kounkoud, Barachet, Remili (3) , Abalo (2), L. Karabatić (1) , Hansen (7)  , Narcisse (3), Nielsen (2), N. Karabatić (1), Nahi
Schiedsrichter:  Slave Nikolov und Gjorgji Načevski

#### 2. Halbfinale
3. Juni 2017 in Köln, Lanxess Arena
RK Vardar Skopje: Šterbik, Milić – Stoilov, Ferreira, Maqueda (1) , Derewen, Karačić (2), Dujshebaev (7) , Abutović, Cañellas , Cindrić (4), Čupić (7) , Dibirow , Schischkarjow, Borozan (5) , Marsenić
FC Barcelona: Pérez de Vargas, Ristovski – Nøddesbo, Tomás (1) , Entrerríos (1) , Sorhaindo  , Ariño (1), Rivera (4), N’Guessan (3) , Syprzak (3), Mem (2) , Morros , Saubich, Jícha (1), Jallouz (3), Lazarov (6)
Schiedsrichter:  Václav Horáček und Jiří Novotný

### Kleines Finale
Das Spiel um Platz 3 fand am 4. Juni 2017 in der Kölner Lanxess Arena statt. Der Gewinner der Partie ist Drittplatzierter der EHF Champions League 2017.
| Mannschaft 1    | Endergebnis       | Mannschaft 2 | Datum und Zeit        |
| --------------- | ----------------- | ------------ | --------------------- |
| MKB Veszprém KC | 34 : 30 (18 : 17) | FC Barcelona | 04.06.2017, 15:15 Uhr |

4. Juni 2017 in Köln, Lanxess Arena,  19.750 Zuschauer.
MKB Veszprém KC: Mikler, Alilović – Iváncsik, Ilić, Pálmarsson (8), Gajič (2), Nilsson (5)  , Nagy (6)  , Ugalde (6) , Marguč, Rodríguez, Ancsin (1) Terzić, Blagotinšek , Sulić, Lékai (6)
Trainer: Xavi Sabaté
Verein: FC Barcelona: Pérez de Vargas, Ristovski – Nøddesbo, Tomás (1), Entrerríos (5), Sorhaindo, Ariño (4), Rivera (5) , N’Guessan (6), Syprzak (1), Mem (1), Morros (1) , Saubich , Jícha, Jallouz (3) , Lazarov (3)
Trainer: Xavier Pascual Fuertes
Schiedsrichter:  Matija Gubica und Boris Milošević
Quelle: Spielbericht

### Finale
Das Finale fand am 4. Juni 2017 in der Kölner Lanxess Arena statt. Der Gewinner der Partie ist Sieger der EHF Champions League 2017.
| Mannschaft 1        | Endergebnis       | Mannschaft 2     | Datum und Zeit        |
| ------------------- | ----------------- | ---------------- | --------------------- |
| Paris Saint-Germain | 23 : 24 (12 : 11) | RK Vardar Skopje | 04.06.2017, 18:00 Uhr |

4. Juni 2017 in Köln, Lanxess Arena, 19.750 Zuschauer
Paris Saint-Germain: Škof, Omeyer – Gensheimer (2), Møllgaard Jensen, Accambray, Stepančić (2) , Kounkoud, Barachet, Remili (3), Abalo (3), L. Karabatić  , Hansen (4)  , Narcisse (4), Nielsen, N. Karabatić (5) , Nahi
Trainer: Zvonimir Serdarušić 
RK Vardar Skopje: Šterbik, Milić – Stoilov, Ferreira, Maqueda, Derewen, Karačić, Dujshebaev (2), Abutović (1) , Cañellas (2)  , Cindrić (3), Čupić (3), Dibirow (6), Schischkarjow (3)  , Borozan (3) , Marsenić (1)
Trainer: Raúl González
Quelle: Spielbericht
Schiedsrichter:  Lars Geipel und Marcus Helbig